# Důl Ignát
Důl Ignát, pozdější Důl Jan Šverma, je bývalý uhelný důl nacházející se na území Mariánských Hor. V roce 1993 byl prohlášen Ministerstvem kultury ČR za kulturní památku.

## Historie
Těžní a větrná jáma o hloubce 535 metrů byla vyhloubena v roce 1890 a nazvána Ignát po Ignáci Vondráčkovi, otci majitele. Jáma se nacházela 800 metrů od pravého břehu řeky Odry a 450 metrů od železničních kolejí. Pravidelná těžba uhlí začala v roce 1895. 7. září 1947 byl Důl Ignát přejmenován na Důl Jan Šverma. Slavnosti se osobně zúčastnila Marie Švermová, vdova po Janu Švermovi. 1. října 1954 k němu byl přičleněn Důl Odra v Přívozu, kde se přestalo těžit v roce 1968 (v roce 1970-71 byly likvidovány obě jámy). Roku 1964 byl otevřen Důl Jan Šverma II ve Svinově (jáma byla založena už roku 1952), který byl uzavřen v roce 1991. Samotný Důl Jan Šverma těžbu ukončil 31. března 1992. Důl dosahoval hloubky kolem 980 metrů (VIII/IX.patro). V závěru provozu dolu Jan Šverma bylo v provozu 5 jam (č. 1 – hloubka 913 m, č. 3/4 – hloubka 878,95 m, výdušná jáma č. 3 – hloubka 521,63 m, jáma Svinov – hloubka 867,74 m a výdušná jáma Oderský – hloubka 885,1 m).

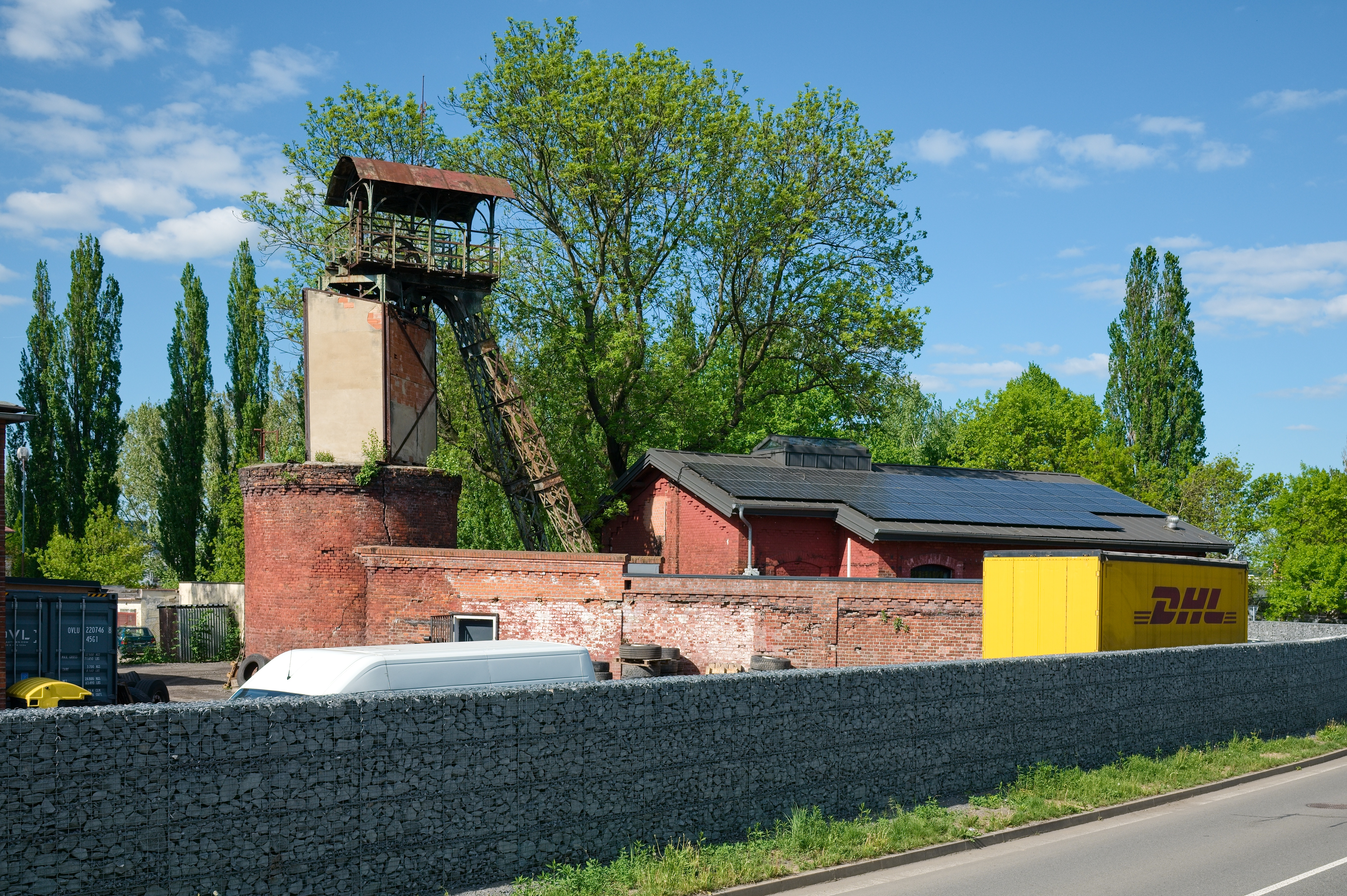
Výdušná jáma č. 3

Po ukončení provozu dolu Jan Šverma a likvidaci všech jam byla část důlních děl přístupna od dolu Odra v Přívoze (Důl František/Vítězný Únor/Svoboda) z důvodu čerpání přítoků důlních vod z DP dolu Jan Šverma, aby nedošlo k ohrožení pracujících na dole Odra. Tento stav setrval až téměř do likvidace dolu Odra v roce 1994 a se zatopením 11. a 10. patra dolu Odra, byl i tento přístup zlikvidován.
K dolu také náleží větrná jáma Ignát (výdušná jáma č. 3), která se nachází v místní části Dusíkárny. Nachází se takřka pod nájezdem dálnice z Mariánskohorské, křižující vlakovou trať mezi Svinovem a hlavním nádražím. Objekt postupně chátrá a je svou kruhovou stavbou ojedinělý.[zdroj?]